# Jaula de Faraday

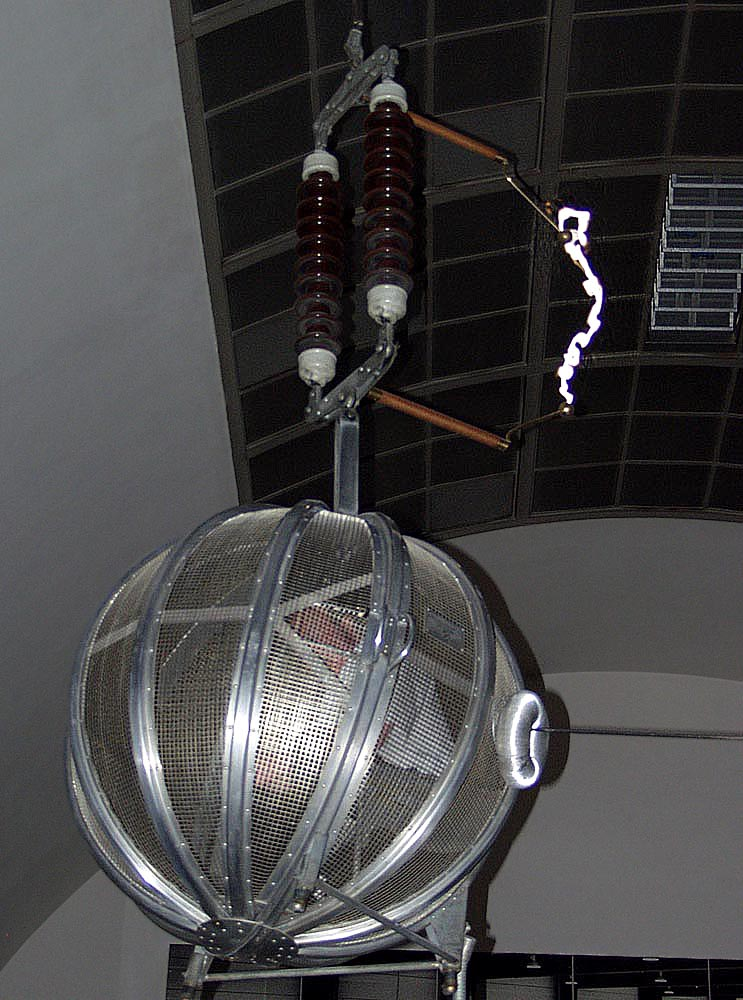
Un empleado del Deutsches Museum dentro de una jaula de Faraday con espacio de chispa.

Se conoce como jaula de Faraday al efecto por el cual el campo electromagnético en el interior de un conductor en equilibrio es nulo, anulando el efecto de los campos externos. Esto se debe a que cuando el conductor está sujeto a un campo electromagnético externo se polariza, lo que supone que quede cargado positivamente en la dirección en que va el campo electromagnético, así como cargado negativamente en el sentido contrario. Puesto que el conductor se ha polarizado, este genera un campo eléctrico igual en magnitud, pero opuesto en sentido al campo electromagnético. De esta forma, la suma de ambos campos dentro del conductor será igual a 0.

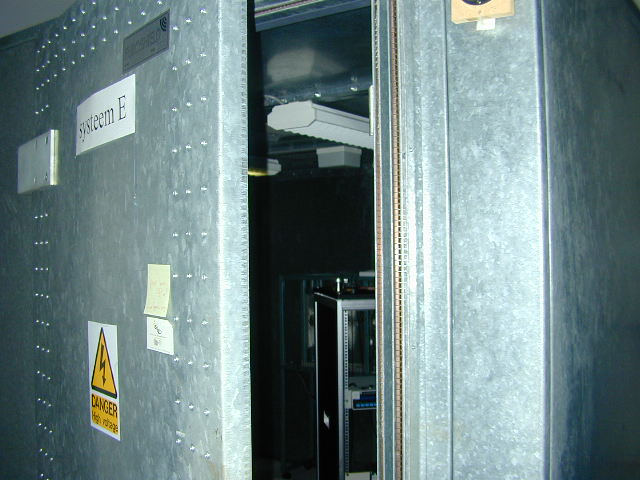
Entrada a una habitación de Faraday.

Se pone de manifiesto en numerosas situaciones cotidianas, por ejemplo, el mal funcionamiento de los teléfonos móviles en el interior de ascensores o edificios con estructura de rejilla de acero. Una manera de comprobarlo es con una radio sintonizada en una emisora de Onda Media. Al rodearla con un periódico, el sonido se escucha correctamente. Sin embargo, si se sustituye el periódico con un papel de aluminio, la radio deja de emitir sonidos: el aluminio es un conductor eléctrico y provoca el efecto jaula de Faraday.
Este fenómeno, descubierto por Michael Faraday, tiene una aplicación importante en aviones o en la protección de equipos electrónicos delicados, tales como discos duros o repetidores de radio y televisión situados en cumbres de montañas y expuestos a las perturbaciones electromagnéticas causadas por las tormentas.

## Historia
En 1836, Michael Faraday observó que el exceso de carga en un conductor cargado residía únicamente en su exterior y no tenía ninguna influencia sobre nada encerrada en ella. Para demostrar este hecho, construyó una sala recubierta con papel metálico y las descargas de alta tensión permitidas a partir de un generador electrostático golpean el exterior de la habitación. Usó un electroscopio para mostrar que no había ninguna carga eléctrica presente en el interior de las paredes de la habitación.
Aunque este efecto jaula se ha atribuido a los experimentos de la cubeta de hielo de Faraday realizados en 1843, fue Benjamin Franklin en 1755 quien observó el efecto descendiendo una bola de corcho sin carga suspendida de un hilo de seda a través de una abertura en una caja de metal con carga eléctrica. En sus palabras, «el corcho no fue atraído por el interior de la caja como habría sido en el exterior, y aunque tocó la parte inferior, cuando se sacó no se encontró electrificada (cargada) al tacto, como habría estado tocando el exterior. El hecho es singular». Franklin había descubierto el comportamiento de lo que ahora se refiere como una jaula de Faraday o escudo (basado en experimentos posteriores de Faraday, que duplicaron el corcho y caja de Franklin).

## Funcionamiento
El funcionamiento de la jaula de Faraday se basa en las propiedades de un conductor en equilibrio electrostático. Cuando la caja metálica se coloca en presencia de un campo eléctrico externo, las cargas positivas se quedan en las posiciones de la red; los electrones, sin embargo, que en un metal son libres, se mueven en sentido contrario al campo eléctrico y, aunque la carga total del conductor es cero, uno de los lados de la caja (en el que se acumulan los electrones) se queda con un exceso de carga negativa, mientras que el otro lado se queda sin electrones (carga positiva).

## Demostración teórica
Supongamos el conductor sin equilibrio electrostático. Suponiendo que la carga en el interior del conductor es nula, el potencial V en el interior del conductor cumple la ecuación de Laplace, siendo R la región ocupada por el interior del conductor:
{\displaystyle \nabla ^{2}V=0\qquad \forall \mathbf {r} \in R}
Dado que el conductor está en equilibrio en su superficie no hay corrientes, de modo que el potencial en su superficie es constante:
{\displaystyle \ V|_{S}=V_{0}}
En virtud del teorema de unicidad del potencial el potencial que cumple tales condiciones es único y puede verse que la solución es trivialmente:
{\displaystyle V=V_{0}\qquad \forall \mathbf {r} \in R}
El campo eléctrico en el interior vendrá dado por el gradiente del potencial:
{\displaystyle \mathbf {E} =-\nabla V=0}
De modo que el campo eléctrico en el interior del conductor es nulo.
Es una consecuencia de la ley de Gauss, que dice que en el interior de un conductor hueco, el campo es nulo.